# اینگویلد استنسلند
اینگویلد استنسلند (انگلیسی: Ingvild Stensland؛ زادهٔ ۳ اوت ۱۹۸۱) بازیکن فوتبال اهل نروژ است.
از باشگاه‌هایی که در آن بازی کرده‌است می‌توان به باشگاه فوتبال المپیک لیون و باشگاه فوتبال زنان المپیک لیون اشاره کرد.
وی همچنین در تیم ملی فوتبال زنان نروژ بازی کرده‌است.